# Hopferebach
Der Hopferebach (auch Hopferenbach, im Unterlauf Sagibach) ist ein Fliessgewässer und ein rechter und südlicher Zufluss der Aare im Berner Verwaltungskreis Oberaargau.
Er entwässert ein Gebiet im Nordwesten des Langetentals. Doch er ist kein Nebenfluss der Langete, die über die Murg die Aare erreicht. Sein Lauf entstand bei der starken Aufschotterung der Landschaft von Langenthal am Ende des Eiszeitalters, seither verlässt er das Gebiet der Langete bei Aarwangen und fliesst direkt in die Aareniederung hinunter.

## Geografie
Der Hopferebach entspringt im Flurgebiet westlich des Bannwartswalds in der Nähe von Schloss Thunstetten. In der Senke Schlosshof ist er heute eingedolt und erscheint erst im Gebiet Längmatt als kanalisierter Bach an der Oberfläche. Er fliesst in nördlicher Richtung und folgt dann ein Stück weit auf der Südseite der Bahnstrecke Langenthal–Herzogenbuchsee in östlicher Richtung. Nahe bei der Grenze zwischen den Gemeinden Langenthal und Thunstetten nimmt er von rechts den Buechwaldbach auf, der mit mehreren Quellbächen am Hügelzug im Buechwald von Langenthal und im Bammertswald von Thunstetten, unter anderem dem Fuchsgrabe, entspringt. Auf der Nordseite der alten Bahnstrecke ist der Bach weiterhin auf den meisten Abschnitten kanalisiert. Er überquert bei Wolfhuse den tiefen Einschnitt der Neubaustrecke Mattstetten–Rothrist in einer Kanalbrücke und unterquert danach den niedrigen Strassendamm der Hauptstrasse 1. Er durchquert eine Baumschule und das Waldgebiet Zopfe, wo er das Gebiet der Gemeinde Aarwangen erreicht. Hier mündet das Moosbächli von links in den Hopferebach.
In der flachen Landschaft im Nordwesten der Langetenebene von der Längmatt bis zur Ortschaft Aarwangen hat er auf einer Strecke von 3,5 Kilometern ein Gefälle von nur etwa sieben Metern. Im offenen Land zwischen den Wäldern Oberhard im Südosten und Spichigwald im Nordwesten fliesst der Bach durch den Risenacher, wo ihn der Spichigwaldbach erreicht. In diesem Gebiet bewässert er ein Feuchtgebiet, wo er unter anderem ein bedeutendes Habitat für die Helm-Azurjungfer, eine in der Schweiz stark gefährdete Art, bildet.

Der Bach folgt dann im Gewerbe- und Wohnquartier Hard von Aarwangen der Bützbergstrasse. Der Landstreifen mit dem Bach neben der Strasse wurde 2013 im Rahmen des Naturschutzprogramms Smaragdgebiet Oberaargau naturnah gestaltet. Kurz vor der Kreuzung der Bützbergstrasse mit der Langenthalstrasse tritt der Hopferebach in eine Dole ein, in der er einen Kilometer weit unterirdisch, den Strassen und der Bahnlinie Langenthal–Niederbipp von Aare Seeland mobil folgend, die Ortschaft Aarwangen passiert. Auf diesem Abschnitt durchquert er gegen Nordwesten eine Vertiefung im Höhenzug Spichigwald-Muniberg, der von den Molasseablagerungen des Mittellandes gebildet wird. 

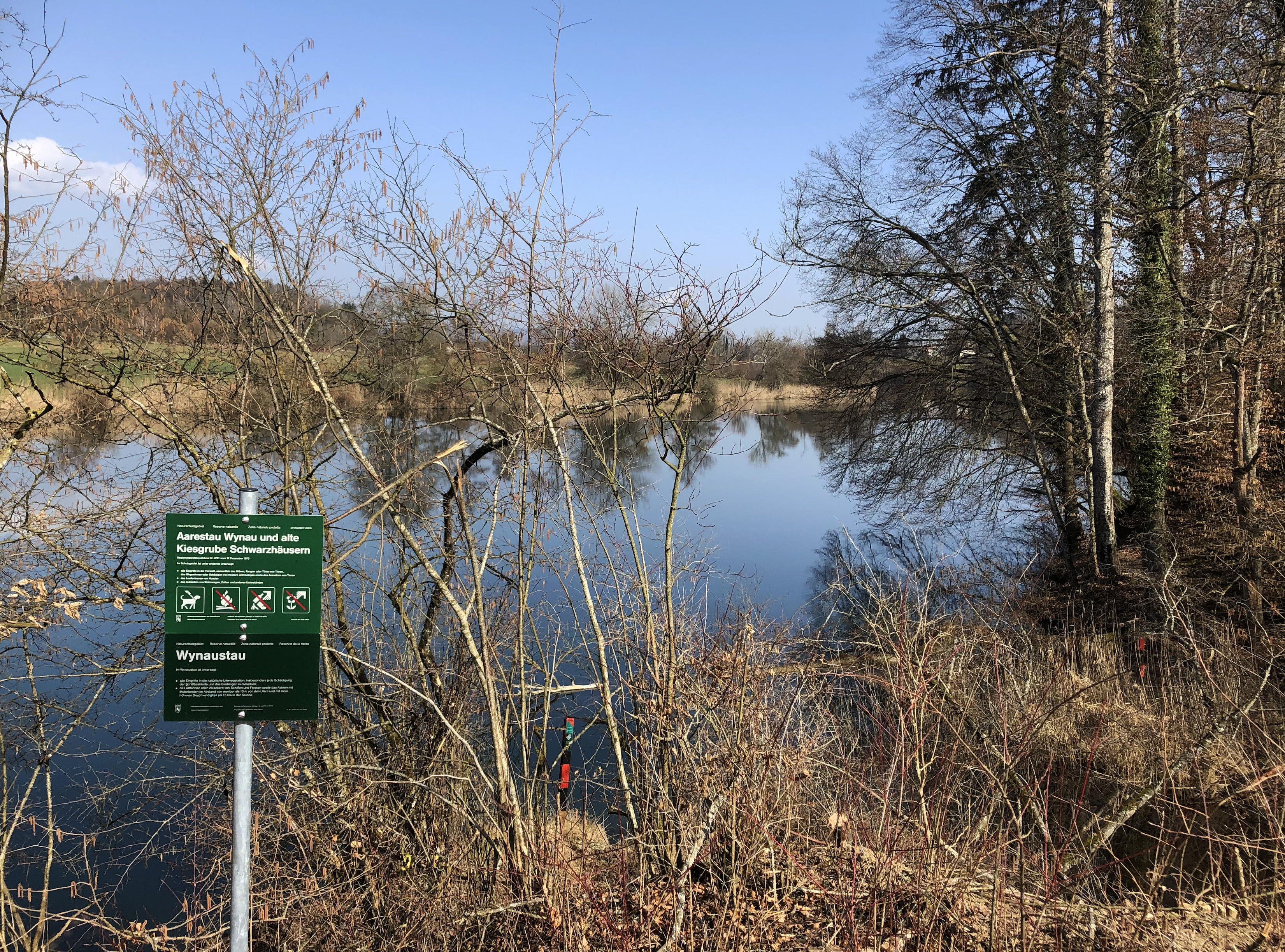
Naturschutzgebiet bei der Mündung des Hopferebachs in die Aare

Erst im Gebiet Riedgasse nordöstlich des Dorfes beginnt der offene Unterlauf, wo das Gewässer den Namen Sagibach hat. Nach etwa einem Kilometer mündet der Bach bei der Eymatte von rechts in die Aare. Die Mündung befindet sich im Staubereich oberhalb des Wasserkraftwerks Wynau und bildet deshalb eine kleine Bucht am Aareufer. Die Zone gehört zum Schutzgebiet «Aarestau Wynau und alte Kiesgrube Schwarzhäusern», das 1973 eingerichtet wurde.
Alte Landkarten zeigen einen anderen Verlauf des letzten Bachabschnitts. Der Hopferebach wurde im Ortszentrum von Aarwangen teilweise in einen künstlichen Kanal abgeleitet, der gegen Osten am Nordhang des Munibergs über die Bleumatte und die Holzmatte floss und die Bewässerung dieser Wiesenparzellen und der Längmatte in der Aareniederung ermöglichte. Die Mündung dieses rechtsseitigen Bachlaufs lag 400 Meter weiter unten an der Aare.
Im Dorf Aarwangen entspringt in einer Quelle nahe am Hopferebach der Mülibach. Sie wird wohl vom Grundwasserspeicher unter dem Oberlauf des Hopferebachs gespiesen, der in den mächtigen eiszeitlichen Schotterschichten von Aarwangen und Langenthal liegt. Der Mülibach fliesst aus dem Mühleweiher zur alten Mühle und dann gegen Westen auf das Bannfeld und in das Schlossgut und mündet westlich von Aarwangen in die Aare. Vom Bannfeld aus erreicht das Wässerwasser mit dem Butzlibach auch noch die westlich an der Aare gelegene Wiesenfläche Gumme.
Während Trockenperioden führt der Hopferebach manchmal stellenweise kaum mehr Wasser.

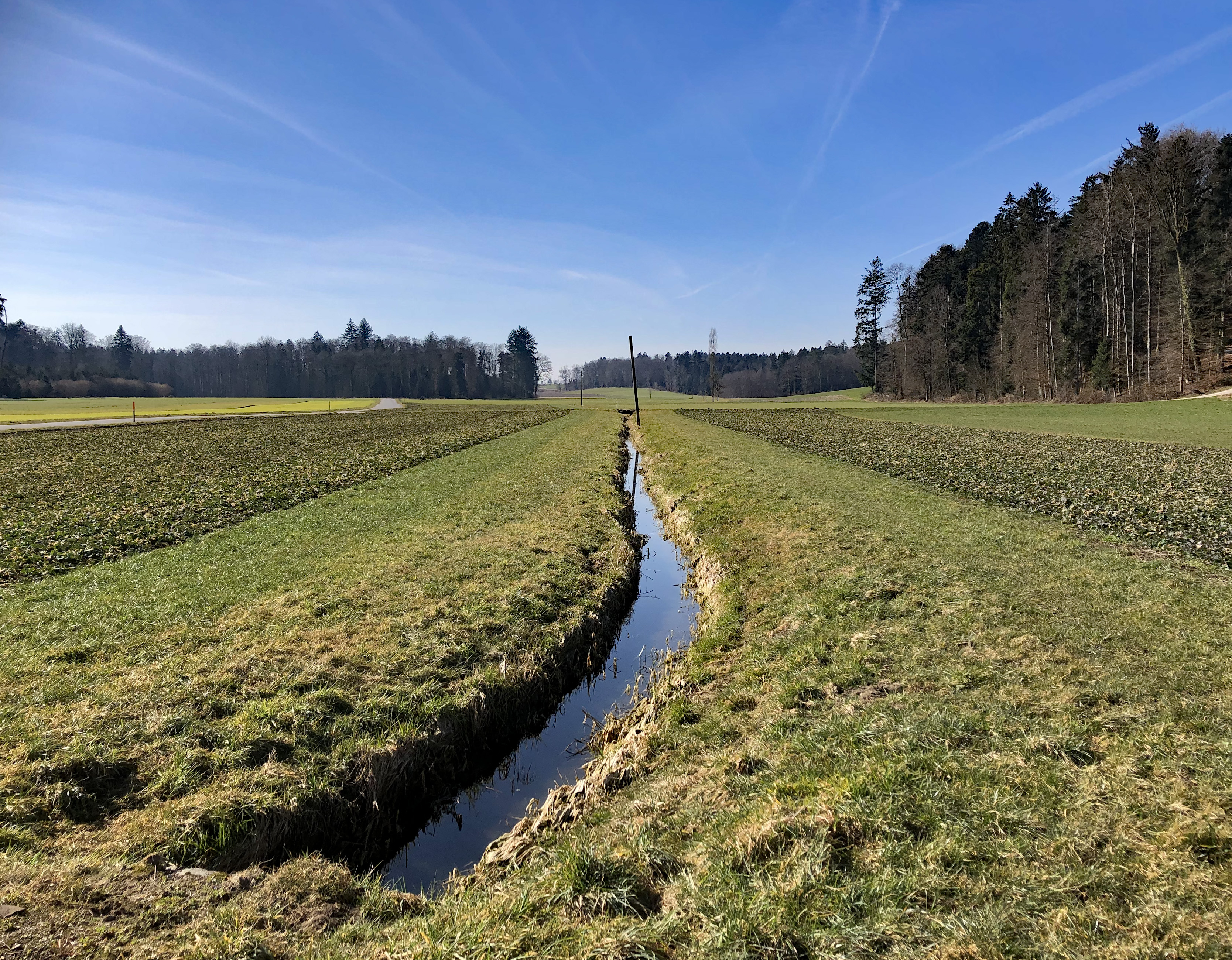
Hopferebach im Risenacher
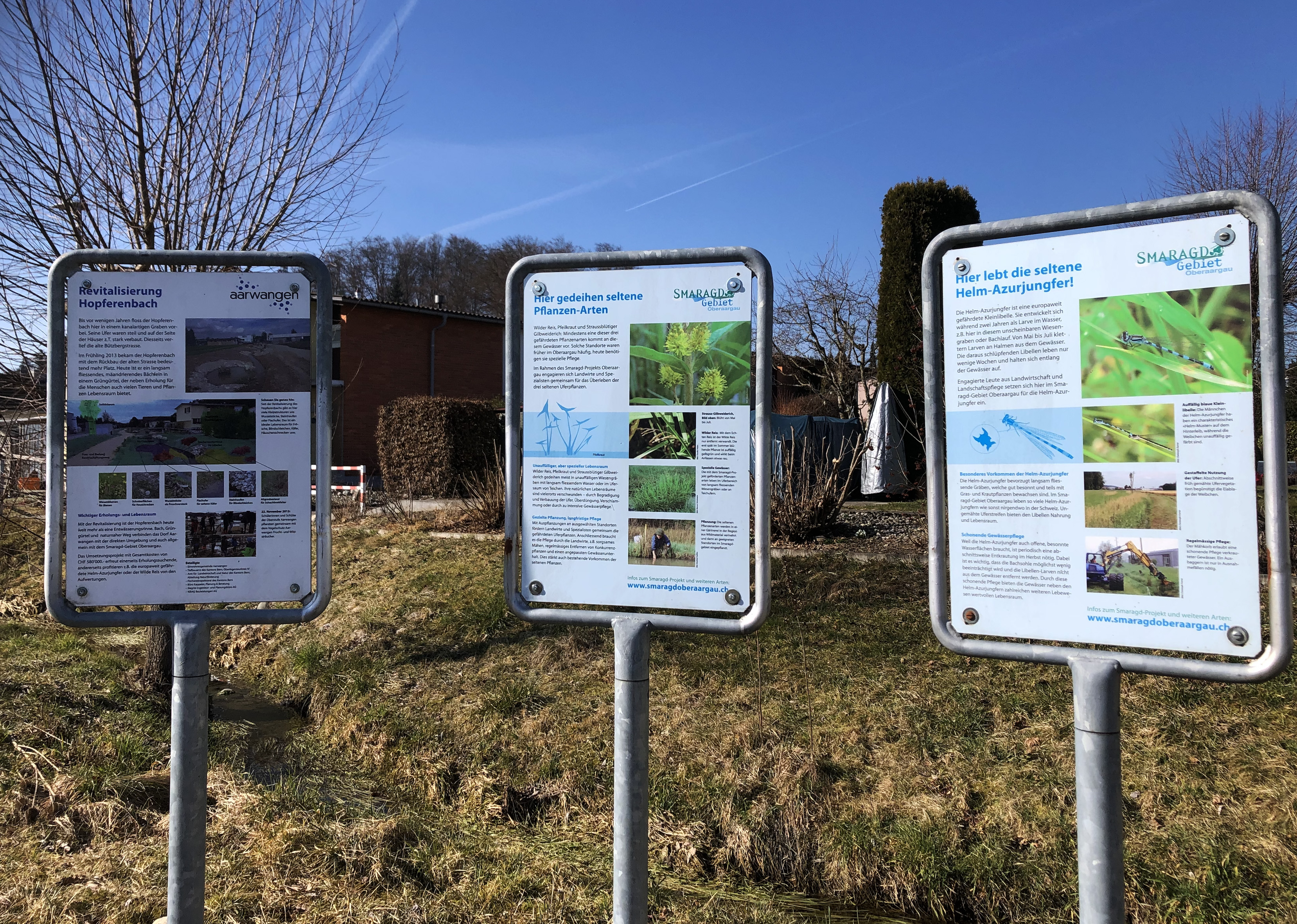
Informationen zur Revitalisierung eines Bachabschnitts 2013